# Heinz Heppelmann
Heinz Heppelmann (* 17. Mai 1927 in Arnsberg-Neheim; † 10. Januar 2009 ebenda) war ein deutscher Verwaltungsbeamter.

## Leben
Heppelmann begann seine berufliche Laufbahn 1943 bei der ehemaligen Stadt Neheim-Hüsten. Nach der kommunalen Neugliederung war er bis zu seinem Eintritt in den Ruhestand 1991 für die Stadt Arnsberg tätig, zuletzt als Leiter des Hauptamtes. In dieser Position hat er sich stark für die Partnerschaften der Stadt zu den Städten Bexley (England), Deventer (Holland) und Alba Iulia (Rumänien) eingesetzt. In der Zeit des Zusammenbruchs des kommunistischen Regimes und auch danach organisierte er zahlreiche Hilfstransporte für Alba Iulia.
Heppelmann hat sich besonders im sozialen und ehrenamtlichen bürgerschaftlichen Bereich engagiert. So war er viele Jahre Vorsitzender des örtlichen Heimatbundes. Von 1964 bis 1983 war Heppelmann Scheffe des Obersten der Neheimer Schützenbruderschaft (Vertreter des Obersten in Abwesenheit) und auch in der Leitung des Jägervereins. Im Jahr 1995 war er Initiator für den Förderverein Alba Iulia, den er bis zum Jahr 2007 leitete und der ihn später zu seinem Ehrenvorsitzenden ernannte. Er war einer der Mitbegründer des Franz-Stock-Komitees.
Für seine Verdienste erhielt Heppelmann 1984 den Ehrenring der Stadt Arnsberg und 1991 das Bundesverdienstkreuz am Bande. Die rumänische Partnerstadt Arnsbergs, Alba Iulia, verlieh ihm 1994 das Ehrenbürgerrecht der Stadt.